# Анхель Сальдівар
Анхель Сальдівар Кав'єдес (ісп. Ángel Zaldívar Caviedes; нар. 8 лютого 1994, Гвадалахара) — мексиканський футболіст, нападник клубу «Гвадалахара», у складі якого — переможець Ліги чемпіонів КОНКАКАФ, і національної збірної Мексики.

## Клубна кар'єра
У дорослому футболі дебютував 2013 року виступами за команду клубу «Гвадалахара», в якій провів два сезони, взявши участь у 20 матчах чемпіонату. 2015 року на умовах оренди грав за друголіговий клуб «Корас».
До складу «Гвадалахари» приєднався 2015 року.

## Виступи за збірні
Протягом 2014—2015 років залучався до складу молодіжної збірної Мексики. На молодіжному рівні зіграв у 4 офіційних матчах, забив 2 голи.
2016 року дебютував в офіційних матчах у складі національної збірної Мексики.
| Дата       | Місто                    | Господарі | Результат | Гості      | Турнір            | Голи | Примітки |
| ---------- | ------------------------ | --------- | --------- | ---------- | ----------------- | ---- | -------- |
| 6-9-2016   | Мехіко                   | Мексика   | 0 – 0     | Гондурас   | Відбір до ЧС 2018 | -    |          |
| 7-9-2018   | Лос-Анджелес             | Мексика   | 1 – 4     | Уругвай    | товариський матч  | -    | 72'      |
| 12-9-2018  | Нашвілл                  | США       | 1 – 0     | Мексика    | товариський матч  | -    | 67'      |
| 12-10-2018 | Сан-Ніколас-де-лос-Гарса | Мексика   | 3 – 2     | Коста-Рика | товариський матч  | -    | 46'      |
| 16-11-2018 | Кордова                  | Аргентина | 2 – 0     | Мексика    | товариський матч  | -    | 46'      |
| 21-11-2018 | Мендоса                  | Аргентина | 2 – 0     | Мексика    | товариський матч  | -    | 63'      |
| Усього     |                          | Матчів    | 6         |            | Голів             | 0    |          |

## Титули і досягнення
- Переможець Ігор Центральної Америки та Карибського басейну: 2014
- Срібний призер Панамериканських ігор: 2015
- Переможець Ліги чемпіонів КОНКАКАФ (1):

«Гвадалахара»: 2018